# Eleições parlamentares europeias de 2009 no distrito de Portalegre
| Eleições parlamentares europeias de 2009 em Portugal Distritos: Aveiro \| Beja \| Braga \| Bragança \| Castelo Branco \| Coimbra \| Évora \| Faro \| Guarda \| Leiria \| Lisboa \| Portalegre \| Porto \| Santarém \| Setúbal \| Viana do Castelo \| Vila Real \| Viseu \| Açores \| Madeira \| Estrangeiro |

## Resultados por concelho
Os resultados nos concelhos do Distrito de Portalegre foram os seguintes:

### Alter do Chão
| Partido                 | Partido                        | Votos | %               | +/-   |
| ----------------------- | ------------------------------ | ----- | --------------- | ----- |
|                         | Partido Socialista             | 371   | 27,34 / 100,00  | 20,93 |
|                         | Partido Social Democrata       | 338   | 24,91 / 100,00  | -     |
|                         | Coligação Democrática Unitária | 285   | 21,00 / 100,00  | 2,99  |
|                         | Bloco de Esquerda              | 102   | 7,52 / 100,00   | 5,01  |
|                         | Partido Popular                | 102   | 7,52 / 100,00   | -     |
|                         | PCTP/MRPP                      | 30    | 2,21 / 100,00   | 0,14  |
|                         | Movimento Esperança Portugal   | 19    | 1,40 / 100,00   | Novo  |
|                         | Outros                         | 27    | 1,98 / 100,00   |       |
| Votos Inválidos         | Votos Inválidos                | 83    | 5,92 / 100,00   | 3,56  |
| Total                   | Total                          | 1 357 | 100,00 / 100,00 |       |
| Eleitorado/Participação | Eleitorado/Participação        | 3 353 | 40,07 / 100,00  | 0,31  |

| Freguesia     | %     | %     | %     | %    | %    | %    | %    | Votantes |
| Freguesia     | PS    | PSD   | CDU   | BE   | PP   | PCTP | MEP  | Votantes |
| ------------- | ----- | ----- | ----- | ---- | ---- | ---- | ---- | -------- |
| Alter do Chão | 22,15 | 32,01 | 13,32 | 9,86 | 9,73 | 2,05 | 1,79 | 781      |
| Chancelaria   | 40,10 | 21,29 | 19,80 | 3,47 | 6,44 | 0,99 | 0,99 | 202      |
| Cunheira      | 40,22 | 13,97 | 25,14 | 4,47 | 0,56 | 4,47 | 0,56 | 179      |
| Seda          | 23,08 | 10,26 | 49,23 | 5,13 | 6,15 | 2,05 | 1,03 | 195      |
| Alter do Chão | 27,34 | 24,91 | 21,00 | 7,52 | 7,52 | 2,21 | 1,40 | 1 357    |

### Arronches
| Partido                 | Partido                        | Votos | %               | +/-   |
| ----------------------- | ------------------------------ | ----- | --------------- | ----- |
|                         | Partido Socialista             | 343   | 32,67 / 100,00  | 22,94 |
|                         | Partido Social Democrata       | 298   | 28,38 / 100,00  | -     |
|                         | Coligação Democrática Unitária | 144   | 13,71 / 100,00  | 2,95  |
|                         | Bloco de Esquerda              | 79    | 7,52 / 100,00   | 5,24  |
|                         | Partido Popular                | 60    | 5,71 / 100,00   | -     |
|                         | PCTP/MRPP                      | 23    | 2,19 / 100,00   | 0,37  |
|                         | Outros                         | 37    | 3,53 / 100,00   |       |
| Votos Inválidos         | Votos Inválidos                | 66    | 6,28 / 100,00   | 3,63  |
| Total                   | Total                          | 1 050 | 100,00 / 100,00 |       |
| Eleitorado/Participação | Eleitorado/Participação        | 2 897 | 36,24 / 100,00  | 1,12  |

| Freguesia | %     | %     | %     | %    | %    | %    | Votantes |
| Freguesia | PS    | PSD   | CDU   | BE   | PP   | PCTP | Votantes |
| --------- | ----- | ----- | ----- | ---- | ---- | ---- | -------- |
| Assunção  | 28,48 | 27,37 | 17,25 | 8,86 | 6,49 | 2,85 | 632      |
| Esperança | 39,30 | 32,98 | 4,91  | 3,86 | 5,26 | 1,05 | 285      |
| Mosteiros | 38,35 | 23,31 | 15,79 | 9,02 | 3,01 | 1,50 | 133      |
| Arronches | 32,67 | 28,38 | 13,71 | 7,52 | 5,71 | 2,19 | 1 050    |

### Avis
| Partido                 | Partido                        | Votos | %               | +/-  |
| ----------------------- | ------------------------------ | ----- | --------------- | ---- |
|                         | Coligação Democrática Unitária | 1 129 | 51,74 / 100,00  | 2,20 |
|                         | Partido Socialista             | 396   | 18,15 / 100,00  | 9,29 |
|                         | Partido Social Democrata       | 266   | 12,19 / 100,00  | -    |
|                         | Bloco de Esquerda              | 144   | 6,60 / 100,00   | 4,51 |
|                         | Partido Popular                | 71    | 3,25 / 100,00   | -    |
|                         | PCTP/MRPP                      | 32    | 1,47 / 100,00   | 0,11 |
|                         | Outros                         | 40    | 1,82 / 100,00   |      |
| Votos Inválidos         | Votos Inválidos                | 104   | 4,77 / 100,00   | 0,93 |
| Total                   | Total                          | 2 182 | 100,00 / 100,00 |      |
| Eleitorado/Participação | Eleitorado/Participação        | 4 159 | 52,46 / 100,00  | 4,18 |

| Freguesia         | %     | %     | %     | %     | %     | %    | Votantes |
| Freguesia         | CDU   | PS    | PSD   | BE    | PP    | PCTP | Votantes |
| ----------------- | ----- | ----- | ----- | ----- | ----- | ---- | -------- |
| Alcôrrego         | 77,87 | 6,56  | 5,33  | 2,46  | 1,23  | 0,41 | 244      |
| Aldeia Velha      | 58,46 | 15,38 | 10,77 | 3,59  | 3,59  | 0,51 | 195      |
| Avis              | 46,12 | 19,04 | 15,09 | 10,01 | 2,40  | 0,56 | 709      |
| Benavila          | 50,13 | 22,22 | 9,04  | 5,68  | 2,84  | 2,33 | 387      |
| Ervedal           | 43,88 | 20,07 | 16,33 | 7,48  | 3,40  | 4,42 | 294      |
| Figueira e Barros | 55,26 | 19,08 | 9,87  | 5,92  | 1,97  | 0,66 | 152      |
| Maranhão          | 78,95 | 10,53 | 5,26  | 0     | 0     | 0    | 19       |
| Valongo           | 41,76 | 21,43 | 14,29 | 3,85  | 10,99 | 1,65 | 182      |
| Avis              | 51,74 | 18,15 | 12,19 | 6,60  | 3,25  | 1,47 | 2 182    |

### Campo Maior
| Partido                 | Partido                        | Votos | %               | +/-   |
| ----------------------- | ------------------------------ | ----- | --------------- | ----- |
|                         | Partido Socialista             | 1 004 | 40,02 / 100,00  | 15,25 |
|                         | Coligação Democrática Unitária | 611   | 24,35 / 100,00  | 0,41  |
|                         | Partido Social Democrata       | 358   | 14,27 / 100,00  | -     |
|                         | Bloco de Esquerda              | 249   | 9,92 / 100,00   | 7,80  |
|                         | Partido Popular                | 103   | 4,11 / 100,00   | -     |
|                         | PCTP/MRPP                      | 49    | 1,95 / 100,00   | 0,07  |
|                         | Outros                         | 31    | 1,24 / 100,00   |       |
| Votos Inválidos         | Votos Inválidos                | 104   | 4,14 / 100,00   | 1,49  |
| Total                   | Total                          | 2 509 | 100,00 / 100,00 |       |
| Eleitorado/Participação | Eleitorado/Participação        | 7 658 | 32,76 / 100,00  | 2,54  |

| Freguesia                            | %     | %     | %     | %     | %    | %    | Votantes |
| Freguesia                            | PS    | CDU   | PSD   | BE    | PP   | PCTP | Votantes |
| ------------------------------------ | ----- | ----- | ----- | ----- | ---- | ---- | -------- |
| Nossa Senhora da Expectação          | 39,96 | 21,67 | 16,43 | 10,12 | 4,71 | 1,15 | 1 126    |
| Nossa Senhora da Graça dos Degolados | 42,03 | 27,05 | 8,21  | 14,98 | 2,90 | 1,45 | 207      |
| São João Batista                     | 39,71 | 26,45 | 13,27 | 8,84  | 3,74 | 2,81 | 1 176    |
| Campo Maior                          | 40,02 | 24,35 | 14,27 | 9,92  | 4,11 | 1,95 | 2 509    |

### Castelo de Vide
| Partido                 | Partido                        | Votos | %               | +/-   |
| ----------------------- | ------------------------------ | ----- | --------------- | ----- |
|                         | Partido Socialista             | 446   | 32,70 / 100,00  | 19,75 |
|                         | Partido Social Democrata       | 411   | 30,13 / 100,00  | -     |
|                         | Coligação Democrática Unitária | 143   | 10,48 / 100,00  | 2,98  |
|                         | Bloco de Esquerda              | 127   | 9,31 / 100,00   | 4,48  |
|                         | Partido Popular                | 64    | 4,69 / 100,00   | -     |
|                         | PCTP/MRPP                      | 27    | 1,98 / 100,00   | 0,49  |
|                         | Movimento Esperança Portugal   | 15    | 1,10 / 100,00   | Novo  |
|                         | Outros                         | 36    | 2,63 / 100,00   |       |
| Votos Inválidos         | Votos Inválidos                | 95    | 6,97 / 100,00   | 1,84  |
| Total                   | Total                          | 1 364 | 100,00 / 100,00 |       |
| Eleitorado/Participação | Eleitorado/Participação        | 3 169 | 43,04 / 100,00  | 1,47  |

| Freguesia                                | %     | %     | %     | %     | %    | %    | %    | Votantes |
| Freguesia                                | PS    | PSD   | CDU   | BE    | PP   | PCTP | MEP  | Votantes |
| ---------------------------------------- | ----- | ----- | ----- | ----- | ---- | ---- | ---- | -------- |
| Nossa Senhora da Graça de Póvoa e Meadas | 40,66 | 17,58 | 16,12 | 7,33  | 2,93 | 4,40 | 1,10 | 273      |
| Santa Maria da Devesa                    | 26,64 | 34,23 | 11,01 | 10,57 | 5,36 | 1,49 | 1,19 | 672      |
| Santiago Maior                           | 42,74 | 33,33 | 5,13  | 5,13  | 5,13 | 1,71 | 0    | 117      |
| São João Baptista                        | 35,10 | 31,13 | 6,29  | 9,93  | 4,64 | 0,99 | 1,32 | 302      |
| Castelo de Vide                          | 32,70 | 30,13 | 10,48 | 9,31  | 4,69 | 1,98 | 1,10 | 1 364    |

### Crato
| Partido                 | Partido                        | Votos | %               | +/-   |
| ----------------------- | ------------------------------ | ----- | --------------- | ----- |
|                         | Partido Socialista             | 541   | 34,88 / 100,00  | 17,92 |
|                         | Partido Social Democrata       | 326   | 21,02 / 100,00  | -     |
|                         | Coligação Democrática Unitária | 319   | 20,57 / 100,00  | 4,77  |
|                         | Bloco de Esquerda              | 111   | 7,16 / 100,00   | 5,27  |
|                         | Partido Popular                | 81    | 5,22 / 100,00   | -     |
|                         | PCTP/MRPP                      | 44    | 2,84 / 100,00   | 0,64  |
|                         | Outros                         | 41    | 2,64 / 100,00   |       |
| Votos Inválidos         | Votos Inválidos                | 88    | 5,67 / 100,00   | 1,33  |
| Total                   | Total                          | 1 551 | 100,00 / 100,00 |       |
| Eleitorado/Participação | Eleitorado/Participação        | 3 646 | 42,54 / 100,00  | 0,62  |

| Freguesia        | %     | %     | %     | %     | %    | %    | Votantes |
| Freguesia        | PS    | PSD   | CDU   | BE    | PP   | PCTP | Votantes |
| ---------------- | ----- | ----- | ----- | ----- | ---- | ---- | -------- |
| Aldeia da Mata   | 42,23 | 23,79 | 17,96 | 4,85  | 5,83 | 1,46 | 206      |
| Crato e Mártires | 29,95 | 19,97 | 22,89 | 8,78  | 6,02 | 1,89 | 581      |
| Flor da Rosa     | 14,96 | 32,28 | 19,69 | 10,24 | 5,51 | 2,36 | 127      |
| Gáfete           | 44,44 | 18,52 | 16,14 | 7,41  | 4,50 | 3,70 | 378      |
| Monte da Pedra   | 40,41 | 15,75 | 24,66 | 3,42  | 5,48 | 4,79 | 146      |
| Vale do Peso     | 30,09 | 23,89 | 23,89 | 3,54  | 1,77 | 5,31 | 113      |
| Crato            | 34,88 | 21,02 | 20,57 | 7,16  | 5,22 | 2,84 | 1 551    |

### Elvas
| Partido                 | Partido                        | Votos  | %               | +/-   |
| ----------------------- | ------------------------------ | ------ | --------------- | ----- |
|                         | Partido Socialista             | 1 942  | 34,46 / 100,00  | 25,04 |
|                         | Partido Social Democrata       | 1 306  | 23,18 / 100,00  | -     |
|                         | Bloco de Esquerda              | 632    | 11,22 / 100,00  | 8,32  |
|                         | Partido Popular                | 560    | 9,94 / 100,00   | -     |
|                         | Coligação Democrática Unitária | 498    | 8,84 / 100,00   | 2,00  |
|                         | PCTP/MRPP                      | 105    | 1,86 / 100,00   | 0,31  |
|                         | Movimento Esperança Portugal   | 82     | 1,46 / 100,00   | Novo  |
|                         | Outros                         | 166    | 2,94 / 100,00   |       |
| Votos Inválidos         | Votos Inválidos                | 344    | 6,11 / 100,00   | 3,04  |
| Total                   | Total                          | 5 635  | 100,00 / 100,00 |       |
| Eleitorado/Participação | Eleitorado/Participação        | 20 471 | 27,53 / 100,00  | 3,04  |

| Freguesia                         | %     | %     | %     | %     | %     | %    | %    | Votantes |
| Freguesia                         | PS    | PSD   | BE    | PP    | CDU   | PCTP | MEP  | Votantes |
| --------------------------------- | ----- | ----- | ----- | ----- | ----- | ---- | ---- | -------- |
| Ajuda, Salvador e Santo Ildefonso | 37,55 | 22,22 | 13,41 | 8,81  | 8,43  | 1,53 | 2,30 | 261      |
| Alcáçova                          | 46,05 | 18,05 | 12,03 | 9,21  | 7,14  | 1,50 | 0,19 | 532      |
| Assunção                          | 24,09 | 32,92 | 12,15 | 13,08 | 4,98  | 0,99 | 1,92 | 1 926    |
| Barbacena                         | 40,11 | 21,98 | 3,30  | 6,59  | 16,48 | 3,85 | 0,55 | 182      |
| Caia e São Pedro                  | 40,59 | 15,41 | 14,00 | 8,94  | 8,71  | 1,53 | 1,29 | 850      |
| Santa Eulália                     | 43,37 | 19,58 | 6,63  | 5,12  | 14,76 | 2,11 | 0    | 332      |
| São Brás e São Lourenço           | 37,20 | 20,05 | 12,40 | 7,65  | 10,29 | 1,85 | 1,85 | 379      |
| São Vicente e Ventosa             | 48,77 | 9,85  | 8,37  | 4,43  | 14,78 | 2,96 | 0,49 | 203      |
| Terrugem                          | 31,10 | 18,34 | 9,40  | 9,17  | 14,32 | 2,46 | 2,01 | 447      |
| Vila Boim                         | 35,55 | 18,96 | 8,53  | 10,43 | 11,85 | 5,21 | 1,66 | 422      |
| Vila Fernando                     | 43,56 | 23,76 | 9,90  | 7,92  | 5,94  | 0,99 | 1,98 | 101      |
| Elvas                             | 34,46 | 23,18 | 11,22 | 9,94  | 8,84  | 1,86 | 1,46 | 5 635    |

### Fronteira
| Partido                 | Partido                        | Votos | %               | +/-   |
| ----------------------- | ------------------------------ | ----- | --------------- | ----- |
|                         | Partido Socialista             | 414   | 30,67 / 100,00  | 22,16 |
|                         | Partido Social Democrata       | 345   | 25,56 / 100,00  | -     |
|                         | Coligação Democrática Unitária | 222   | 16,44 / 100,00  | 4,86  |
|                         | Bloco de Esquerda              | 113   | 8,37 / 100,00   | 6,09  |
|                         | Partido Popular                | 100   | 7,41 / 100,00   | -     |
|                         | PCTP/MRPP                      | 27    | 2,00 / 100,00   | 1,02  |
|                         | Movimento Esperança Portugal   | 20    | 1,48 / 100,00   | Novo  |
|                         | Outros                         | 45    | 3,33 / 100,00   |       |
| Votos Inválidos         | Votos Inválidos                | 64    | 4,74 / 100,00   | 0,64  |
| Total                   | Total                          | 1 350 | 100,00 / 100,00 |       |
| Eleitorado/Participação | Eleitorado/Participação        | 3 278 | 41,18 / 100,00  | 3,70  |

| Freguesia      | %     | %     | %     | %     | %    | %    | %    | Votantes |
| Freguesia      | PS    | PSD   | CDU   | BE    | PP   | PCTP | MEP  | Votantes |
| -------------- | ----- | ----- | ----- | ----- | ---- | ---- | ---- | -------- |
| Cabeço de Vide | 31,69 | 20,49 | 21,86 | 6,01  | 8,20 | 1,37 | 1,64 | 366      |
| Fronteira      | 28,46 | 29,35 | 11,46 | 10,45 | 7,56 | 2,52 | 1,76 | 794      |
| São Saturnino  | 37,89 | 19,47 | 26,84 | 4,21  | 5,26 | 1,05 | 0    | 190      |
| Fronteira      | 30,67 | 25,66 | 16,44 | 8,37  | 7,41 | 2,00 | 1,48 | 1 350    |

### Gavião
| Partido                 | Partido                        | Votos | %               | +/-   |
| ----------------------- | ------------------------------ | ----- | --------------- | ----- |
|                         | Partido Socialista             | 808   | 43,07 / 100,00  | 19,26 |
|                         | Partido Social Democrata       | 330   | 17,59 / 100,00  | -     |
|                         | Coligação Democrática Unitária | 270   | 14,39 / 100,00  | 4,44  |
|                         | Bloco de Esquerda              | 156   | 8,32 / 100,00   | 6,56  |
|                         | Partido Popular                | 87    | 4,64 / 100,00   | -     |
|                         | PCTP/MRPP                      | 57    | 3,04 / 100,00   | 1,07  |
|                         | Outros                         | 55    | 2,93 / 100,00   |       |
| Votos Inválidos         | Votos Inválidos                | 113   | 6,02 / 100,00   | 2,60  |
| Total                   | Total                          | 1 876 | 100,00 / 100,00 |       |
| Eleitorado/Participação | Eleitorado/Participação        | 4 157 | 45,13 / 100,00  | 1,91  |

| Freguesia | %     | %     | %     | %     | %    | %    | Votantes |
| Freguesia | PS    | PSD   | CDU   | BE    | PP   | PCTP | Votantes |
| --------- | ----- | ----- | ----- | ----- | ---- | ---- | -------- |
| Atalaia   | 35,35 | 14,14 | 15,15 | 22,22 | 2,02 | 1,01 | 99       |
| Belver    | 51,83 | 14,43 | 13,94 | 6,36  | 4,16 | 2,93 | 409      |
| Comenda   | 43,41 | 17,32 | 20,73 | 5,12  | 4,15 | 2,44 | 410      |
| Gavião    | 36,00 | 21,23 | 10,92 | 10,00 | 6,15 | 3,54 | 650      |
| Margem    | 48,38 | 15,58 | 13,64 | 7,14  | 3,57 | 3,57 | 308      |
| Gavião    | 43,07 | 17,59 | 14,39 | 8,32  | 4,64 | 3,04 | 1 876    |

### Marvão
| Partido                 | Partido                        | Votos | %               | +/-   |
| ----------------------- | ------------------------------ | ----- | --------------- | ----- |
|                         | Partido Socialista             | 411   | 35,55 / 100,00  | 21,52 |
|                         | Partido Social Democrata       | 398   | 34,43 / 100,00  | -     |
|                         | Bloco de Esquerda              | 77    | 6,66 / 100,00   | 4,18  |
|                         | Partido Popular                | 66    | 5,71 / 100,00   | -     |
|                         | Coligação Democrática Unitária | 64    | 5,54 / 100,00   | 3,29  |
|                         | PCTP/MRPP                      | 13    | 1,12 / 100,00   | 0,19  |
|                         | Outros                         | 30    | 2,60 / 100,00   |       |
| Votos Inválidos         | Votos Inválidos                | 97    | 8,39 / 100,00   | 3,81  |
| Total                   | Total                          | 1 156 | 100,00 / 100,00 |       |
| Eleitorado/Participação | Eleitorado/Participação        | 3 382 | 34,18 / 100,00  | 1,83  |

| Freguesia                | %     | %     | %    | %    | %    | %    | Votantes |
| Freguesia                | PS    | PSD   | BE   | PP   | CDU  | PCTP | Votantes |
| ------------------------ | ----- | ----- | ---- | ---- | ---- | ---- | -------- |
| Beirã                    | 37,93 | 26,44 | 8,62 | 8,05 | 4,60 | 1,15 | 174      |
| Santa Maria de Marvão    | 31,29 | 38,65 | 5,52 | 7,98 | 3,68 | 0    | 163      |
| Santo António das Areias | 44,39 | 29,34 | 6,12 | 4,85 | 5,10 | 1,28 | 392      |
| São Salvador da Aramenha | 28,10 | 40,75 | 6,79 | 4,68 | 7,03 | 1,41 | 427      |
| Marvão                   | 35,55 | 34,43 | 6,66 | 5,71 | 5,54 | 1,12 | 1 156    |

### Monforte
| Partido                 | Partido                        | Votos | %               | +/-   |
| ----------------------- | ------------------------------ | ----- | --------------- | ----- |
|                         | Partido Socialista             | 368   | 32,22 / 100,00  | 23,17 |
|                         | Coligação Democrática Unitária | 262   | 22,94 / 100,00  | 6,38  |
|                         | Partido Social Democrata       | 214   | 18,74 / 100,00  | -     |
|                         | Bloco de Esquerda              | 104   | 9,11 / 100,00   | 6,94  |
|                         | Partido Popular                | 81    | 7,09 / 100,00   | -     |
|                         | PCTP/MRPP                      | 35    | 3,06 / 100,00   | 0,25  |
|                         | Outros                         | 26    | 2,27 / 100,00   |       |
| Votos Inválidos         | Votos Inválidos                | 52    | 4,55 / 100,00   | 1,09  |
| Total                   | Total                          | 1 142 | 100,00 / 100,00 |       |
| Eleitorado/Participação | Eleitorado/Participação        | 2 994 | 38,14 / 100,00  | 4,19  |

| Freguesia    | %     | %     | %     | %     | %     | %    | Votantes |
| Freguesia    | PS    | CDU   | PSD   | BE    | PP    | PCTP | Votantes |
| ------------ | ----- | ----- | ----- | ----- | ----- | ---- | -------- |
| Assumar      | 29,77 | 39,53 | 13,02 | 4,65  | 5,12  | 2,33 | 215      |
| Monforte     | 27,71 | 25,76 | 14,72 | 11,04 | 11,04 | 2,16 | 462      |
| Santo Aleixo | 42,72 | 18,31 | 13,15 | 10,80 | 2,82  | 4,23 | 213      |
| Vaiamonte    | 33,73 | 27,78 | 15,48 | 7,94  | 5,16  | 4,37 | 252      |
| Monforte     | 32,22 | 22,94 | 18,74 | 9,11  | 7,09  | 3,06 | 1 142    |

### Nisa
| Partido                 | Partido                        | Votos | %               | +/-   |
| ----------------------- | ------------------------------ | ----- | --------------- | ----- |
|                         | Partido Socialista             | 953   | 32,28 / 100,00  | 18,32 |
|                         | Partido Social Democrata       | 811   | 27,47 / 100,00  | -     |
|                         | Coligação Democrática Unitária | 482   | 16,33 / 100,00  | 2,34  |
|                         | Bloco de Esquerda              | 237   | 8,03 / 100,00   | 6,10  |
|                         | Partido Popular                | 148   | 5,01 / 100,00   | -     |
|                         | PCTP/MRPP                      | 57    | 1,93 / 100,00   | 0,74  |
|                         | Outros                         | 86    | 2,91 / 100,00   |       |
| Votos Inválidos         | Votos Inválidos                | 178   | 6,03 / 100,00   | 1,87  |
| Total                   | Total                          | 2 952 | 100,00 / 100,00 |       |
| Eleitorado/Participação | Eleitorado/Participação        | 7 458 | 39,58 / 100,00  | 0,54  |

| Freguesia              | %     | %     | %     | %     | %    | %    | Votantes |
| Freguesia              | PS    | PSD   | CDU   | BE    | PP   | PCTP | Votantes |
| ---------------------- | ----- | ----- | ----- | ----- | ---- | ---- | -------- |
| Alpalhão               | 27,11 | 37,11 | 12,00 | 5,56  | 8,00 | 0,89 | 450      |
| Amieira do Tejo        | 34,92 | 18,25 | 28,57 | 1,59  | 2,38 | 4,76 | 126      |
| Arez                   | 45,69 | 26,72 | 7,76  | 3,45  | 3,45 | 0,86 | 116      |
| Espírito Santo         | 24,96 | 34,80 | 12,48 | 9,99  | 5,73 | 1,17 | 681      |
| Montalvão              | 39,18 | 13,92 | 28,87 | 6,19  | 4,12 | 2,06 | 194      |
| Nossa Senhora da Graça | 26,20 | 27,65 | 16,42 | 14,55 | 4,57 | 1,04 | 481      |
| Santana                | 51,00 | 5,18  | 25,50 | 7,97  | 1,59 | 2,79 | 251      |
| São Matias             | 36,17 | 32,45 | 13,30 | 4,79  | 5,85 | 2,13 | 188      |
| São Simão              | 32,61 | 19,57 | 28,26 | 3,26  | 2,17 | 8,70 | 92       |
| Tolosa                 | 36,46 | 27,08 | 12,87 | 6,43  | 5,09 | 2,68 | 373      |
| Nisa                   | 32,28 | 27,47 | 16,33 | 8,03  | 5,01 | 1,93 | 2 952    |

### Ponte de Sôr
| Partido                 | Partido                        | Votos  | %               | +/-   |
| ----------------------- | ------------------------------ | ------ | --------------- | ----- |
|                         | Coligação Democrática Unitária | 1 554  | 27,44 / 100,00  | 0,22  |
|                         | Partido Socialista             | 1 488  | 26,28 / 100,00  | 18,08 |
|                         | Partido Social Democrata       | 1 062  | 18,75 / 100,00  | -     |
|                         | Bloco de Esquerda              | 603    | 10,65 / 100,00  | 8,30  |
|                         | Partido Popular                | 257    | 4,54 / 100,00   | -     |
|                         | PCTP/MRPP                      | 149    | 2,63 / 100,00   | 0,53  |
|                         | Outros                         | 208    | 3,68 / 100,00   |       |
| Votos Inválidos         | Votos Inválidos                | 342    | 6,04 / 100,00   | 3,27  |
| Total                   | Total                          | 5 663  | 100,00 / 100,00 |       |
| Eleitorado/Participação | Eleitorado/Participação        | 15 598 | 36,31 / 100,00  | 0,49  |

| Freguesia      | %     | %     | %     | %     | %    | %    | Votantes |
| Freguesia      | CDU   | PS    | PSD   | BE    | PP   | PCTP | Votantes |
| -------------- | ----- | ----- | ----- | ----- | ---- | ---- | -------- |
| Foros de Arrão | 53,13 | 19,89 | 6,27  | 11,17 | 1,09 | 1,36 | 367      |
| Galveias       | 30,51 | 16,95 | 25,91 | 14,04 | 3,15 | 2,18 | 413      |
| Longomel       | 28,48 | 39,24 | 8,02  | 9,28  | 2,32 | 3,80 | 474      |
| Montargil      | 44,42 | 18,38 | 15,94 | 5,42  | 3,51 | 3,83 | 941      |
| Ponte de Sor   | 16,70 | 26,35 | 23,93 | 13,33 | 6,44 | 2,16 | 2 641    |
| Tramaga        | 28,19 | 37,52 | 9,90  | 8,38  | 3,05 | 3,05 | 525      |
| Vale de Açor   | 30,13 | 30,79 | 19,87 | 4,30  | 3,31 | 2,65 | 302      |
| Ponte de Sor   | 27,44 | 26,28 | 18,75 | 10,65 | 4,54 | 2,63 | 5 663    |

### Portalegre
| Partido                 | Partido                        | Votos  | %               | +/-   |
| ----------------------- | ------------------------------ | ------ | --------------- | ----- |
|                         | Partido Social Democrata       | 2 564  | 30,97 / 100,00  | -     |
|                         | Partido Socialista             | 2 418  | 29,20 / 100,00  | 22,80 |
|                         | Bloco de Esquerda              | 994    | 12,00 / 100,00  | 8,24  |
|                         | Coligação Democrática Unitária | 725    | 8,76 / 100,00   | 2,23  |
|                         | Partido Popular                | 595    | 7,19 / 100,00   | -     |
|                         | Movimento Esperança Portugal   | 98     | 1,18 / 100,00   | Novo  |
|                         | PCTP/MRPP                      | 92     | 1,11 / 100,00   | 0,25  |
|                         | Outros                         | 191    | 2,00 / 100,00   |       |
| Votos Inválidos         | Votos Inválidos                | 603    | 7,28 / 100,00   | 3,46  |
| Total                   | Total                          | 8 280  | 100,00 / 100,00 |       |
| Eleitorado/Participação | Eleitorado/Participação        | 22 417 | 36,94 / 100,00  | 0,20  |

| Freguesia       | %     | %     | %     | %     | %     | %    | %    | Votantes |
| Freguesia       | PSD   | PS    | BE    | CDU   | PP    | MEP  | PCTP | Votantes |
| --------------- | ----- | ----- | ----- | ----- | ----- | ---- | ---- | -------- |
| Alagoa          | 24,89 | 43,88 | 4,22  | 3,80  | 12,24 | 0,42 | 0,84 | 237      |
| Alegrete        | 37,80 | 35,80 | 6,00  | 5,80  | 4,40  | 0,80 | 1,00 | 500      |
| Carreiras       | 40,50 | 23,14 | 8,26  | 4,96  | 9,09  | 1,24 | 0,41 | 242      |
| Fortios         | 25,30 | 27,84 | 10,70 | 17,15 | 5,43  | 1,19 | 2,55 | 589      |
| Reguengo        | 39,53 | 32,09 | 6,05  | 3,26  | 4,19  | 0,93 | 1,40 | 215      |
| Ribeira de Nisa | 33,80 | 29,81 | 10,80 | 5,63  | 5,40  | 0,70 | 1,41 | 426      |
| São Julião      | 57,40 | 24,26 | 4,14  | 4,73  | 2,96  | 0    | 0,59 | 169      |
| São Lourenço    | 37,66 | 22,28 | 11,26 | 6,95  | 10,69 | 1,96 | 0,48 | 2 087    |
| Sé              | 25,29 | 30,23 | 15,68 | 10,58 | 6,42  | 0,90 | 1,32 | 3 100    |
| Urra            | 24,20 | 38,60 | 11,75 | 8,67  | 4,34  | 1,26 | 1,12 | 715      |
| Portalegre      | 30,97 | 29,20 | 12,00 | 8,76  | 7,19  | 1,18 | 1,11 | 8 280    |

### Sousel
| Partido                 | Partido                        | Votos | %               | +/-   |
| ----------------------- | ------------------------------ | ----- | --------------- | ----- |
|                         | Partido Social Democrata       | 569   | 28,54 / 100,00  | -     |
|                         | Partido Socialista             | 532   | 26,68 / 100,00  | 17,67 |
|                         | Coligação Democrática Unitária | 466   | 23,37 / 100,00  | 4,79  |
|                         | Bloco de Esquerda              | 120   | 6,02 / 100,00   | 4,01  |
|                         | Partido Popular                | 108   | 5,42 / 100,00   | -     |
|                         | PCTP/MRPP                      | 41    | 2,06 / 100,00   | 0,73  |
|                         | Outros                         | 45    | 2,25 / 100,00   |       |
| Votos Inválidos         | Votos Inválidos                | 113   | 5,67 / 100,00   | 0,82  |
| Total                   | Total                          | 1 994 | 100,00 / 100,00 |       |
| Eleitorado/Participação | Eleitorado/Participação        | 4 751 | 41,97 / 100,00  | 2,72  |

| Freguesia   | %     | %     | %     | %    | %    | %    | Votantes |
| Freguesia   | PSD   | PS    | CDU   | BE   | PP   | PCTP | Votantes |
| ----------- | ----- | ----- | ----- | ---- | ---- | ---- | -------- |
| Cano        | 24,18 | 35,25 | 17,62 | 5,94 | 9,63 | 1,02 | 488      |
| Casa Branca | 23,85 | 22,65 | 34,47 | 5,01 | 3,61 | 2,40 | 499      |
| Santo Amaro | 30,25 | 32,03 | 19,57 | 6,41 | 2,49 | 2,14 | 281      |
| Sousel      | 34,02 | 21,63 | 21,07 | 6,61 | 4,96 | 2,48 | 726      |
| Sousel      | 28,54 | 26,68 | 23,37 | 6,02 | 5,42 | 2,06 | 1 994    |